# Jan Snellinck

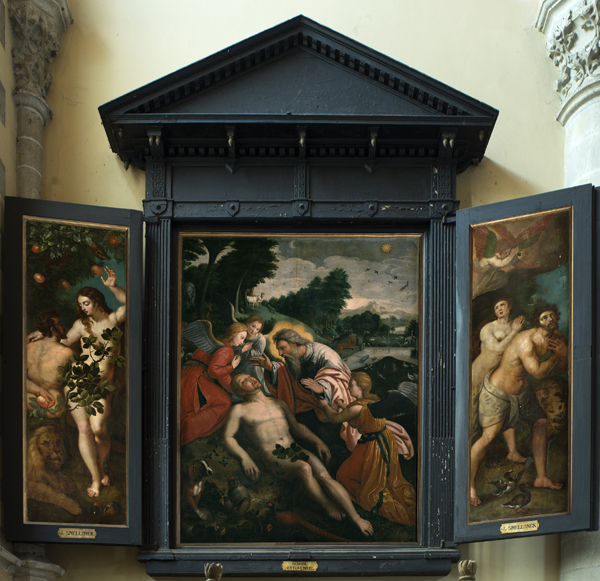
(Oudenaarde)

Jan Snellinck (Mechelen, 1548 o 1549 – Anvers, 1 d'octubre de 1638) va ser un pintor flamenc, que va destacar fonamentalment com a col·leccionista i marxant d'art, sent un dels més importants del mercat artístic de començaments del segle xvii a Europa.
Un dels seus principals deixebles va ser Abraham Janssens. Segons Arnold Houbraken, va ser ignorat per Karel van Mander (el Vasari del Nord) malgrat ser un pintor notable de Malinas, reconegut entre els seus contemporanis per les seves pintures de batalles i escenes heroiques, amb un bon acolliment entre la reialesa i el clergat.